# مزرعة (بهمن)
مزرعة (بالفارسية: مزرعه) هي قرية تقع في إيران في البلدة المركزية. يقدر عدد سكانها بـ 52 نسمة بحسب إحصاء 2016.